# Diogmites discolor
Diogmites discolor är en tvåvingeart som beskrevs av Friedrich Hermann Loew 1866. Diogmites discolor ingår i släktet Diogmites och familjen rovflugor. Inga underarter finns listade i Catalogue of Life.